# نبرد زائویانگ-ایچانگ
نبرد زائویانگ-ایچانگ (انگلیسی: Battle of Zaoyang–Yichang) یکی از ۲۲ درگیری اصلی بین ارتش انقلابی ملی (NRA) و نیروی زمینی امپراتوری ژاپن (IJA) در طول جنگ دوم چین و ژاپن بود.